# Seznam českých představitelek pohádkových princezen
Toto je seznam českých představitelek pohádkových princezen.

## A
- Zlata Adamovská – Princ a Večernice (Elena), O stříbrném a zlatém vajíčku (Kačenka)
- Ivana Andrlová – Princ a Večernice (Lenka), Princové jsou na draka (Lenka), Co takhle svatba princi?, Ať přiletí čáp, královno! (Běla), A co ten ruksak, králi? (Ludmila), Chytrá princezna (princezna), O chytrém Honzovi, aneb jak se Honza stal králem (Kardanka), Omyl děda Vševěda (Kristýna), Tři princezny tanečnice (Dana), Za humny je drak (Liduška)
- Klára Apolenářová – Lolinka a knírač (Lolinka)

## B
- Kristýna Badinková – Brnění a rolničky (Madlenka)
- Iveta Bartošová – Plaváček (princezna)
- Jindra Bartošová – O Marušce (Anička)
- Dana Bartůňková – S čerty nejsou žerty (Angelína)
- Dana Baslerová – Zlatá panna (Margareta)
- Tereza Bebarová – Poslední kouzlo (grófka Eržika)
- Valentýna Bečková – Tajemství staré bambitky 2 (Johanka)
- Jana Beránková – Za humny je drak (Viola) [mluví Ilona Svobodová]
- Jana Bernášková – Král ozvěny (Doubravka)
- Martina Bezoušková – O statečném kováři (princezna zakletá do babizny)
- Yvetta Blanarovičová – Vápenička (tlustá princezna)
- Mahulena Bočanová – O nejchytřejší princezně (nejchytřejší princezna), Jak se princ učil řemeslu (Markéta)
- Andrea Bogušovská – Třetí sudička (Daniela)
- Jenovéfa Boková – Kdyby byly ryby (Lidunka)
- Nela Boudová – Jediná na světě (Sofie)
- Jana Boušková – Nezbedná pohádka (Máňa), Strach má velké oči (Lesněnka), O stříbrném a zlatém vajíčku (Aranka)
- Tereza Branná – O království z nudlí a štěstí bez konce (Beatrice)
- Tereza Brodská – Kočičí princ (princezna), Poslední slovo (Karin), Rumplcimprcampr (Žaneta – falešná princezna)
- Kateřina Brožová – Jak se stal švec Dratvička tchánem pana krále (Leonie), Princezna Duše (Duše)
- Kateřina Březinová – Zkřížené meče, Zvonící meče, Zázračné meče (Alexandra)
- Zuzana Bydžovská – O houbovém Kubovi a princi Jakubovi (Drahomíra)

## C
- Vilma Cibulková – A co ten ruksak, králi? (Veronika)

## Č
- Andrea Čančarová-Houfková – Potůček a Temné jezero knížete Vodomora (pramínková princezna)
- Taťána Čechovská – O statečném kováři (plavovlasá princezna)
- Dana Černá – Čarodějné námluvy (princezna)
- Lucie Černá – Pravý rytíř (Isabela)
- Zdeňka Černá – O chytré princezně (princezna)
- Lucie Černíková – Tři životy (zlatá princezna)
- Sára Černochová – Tři princezny (Flóra)

## D
- Marta Dancingerová – Slíbená princezna (Čirá Radost)
- Jana Dolanská – O statečné princezně Janě (bezejmenná princezna)
- Marie Doležalová – Lojzička je číslo (Lojzička)
- Milena Dvorská – Byl jednou jeden král... (Maruška)
- Eva Dvořáková – Vohnice a Kilián (Krásotinka)
- Tatiana Dyková – Jak vyženit z pekla štěstí (čertovská princezna Lucinda)

## E
- Andrea Elsnerová – Elixír a Halíbela (Anýzka), Kulihrášek a zakletá princezna (princezna)

## F
- Anna Fialová – Jak si nevzít princeznu (Josefína)
- Květa Fialová – Princezna se zlatou hvězdou (Florindella)
- Vlasta Fialová – Legenda o lásce (Mechmene Banu)
- Renáta Fiedlerová – Potůček a Temné jezero knížete Vodomora (Blanka)
- Beata Fiřtová – Slíbená princezna (Nedočkalka)
- Bára Fišerová – O princezně z Rimini (cizokrajná princezna)
- Markéta Fišerová – O štěstí a kráse (Marion + Madlenka, dvojrole), Princezny nejsou vždycky na vdávání (Melánie)
- Veronika Freimanová – Perly a růže (Heda), Čertův švagr (Julinka), O ptáku ohniváku (Rusovláska), Tři princezny tanečnice (Hana), Darmošlap z Nemanic a princezna Terezka (Terezka)
- Markéta Frösslová – Slíbená princezna (Vroucí Láska)
- Iva Frühlingová – Tři životy (černá princezna)
- Petra Fuchsová – Kterak Honza ze zámku utekl (princezna)

## G
- Magdalena Gracerová Chrzová – Kryštof a Kristina (Evženie)
- Tereza Grygarová – O modrém ptáčku (Zlata)

## H
- Sarah Haváčová – Škola princů (Lenka)
- Zuzana Havrlantová – Slíbená princezna (Dlouhá Neděle)
- Jana Hellingerová – Janek nad Janky (Agneta)
- Dana Hlaváčová – O princezně, která pořád vařila (Jitka), Jak se Mette chtěla stát královnou
- Lenka Holas Kořínková – O hruškách ušatkách a jablíčku parohátku (princezna)
- Marie Horáková – Jak se budí princezny (Růženka) [mluví Naďa Konvalinková]
- Eva Horká – O spící princezně, šípkových růžích a uražené víle (Růženka)
- Hana Houbová – Bajaja (Slavěna)
- Kateřina Kaira Hrachovcová – Dobro a zlo (Růženka)
- Markéta Hrubešová – Jestřábí moudrost (Viola), Zmatky kolem Katky (Katka)
- Eva Hrušková – O Honzovi a princezně Félince (Félinka)
- Barbora Hrzánová – Modrý pták (Tritonka), Blankytná pohádka (Leokádie)
- Vanda Hybnerová – Neklejte, princi (Berta), Poslední kouzlo (Hildegarda)
- Miriam Hynková – Bajaja (Zdoběna)

## I
- Klára Issová – Královský slib (princezna), O svatební krajce (Svatava)
- Martha Issová – O princezně, která nesměla na slunce (1996) (Sněhová vločka)

## J
- Eva Jakoubková – Jak se peče štěstí (Valerie), Přezůvky Štěstěny (princezna)
- Kristýna Janáčková – Království potoků (Anna)
- Klára Jandová – Král sokolů (Formína), O králi, hvězdáři, kejklíři a třech muzikantech (Korunka), O svatební krajce (Ladunka)
- Kateřina Janečková – Restaurace U Prince (Róza)
- Eliška Jansová – Svatojánský věneček (Verunka)
- Lenka Jelínková – Jak si zasloužit princeznu (Verunka) [mluví Simona Vrbická], [zpívá Vlaďka Lišková]
- Klára Jerneková – Princezna Pampeliška (Pampeliška)
- Gabriela Ježková – Ptačí král (Parisada)
- Jitka Ježková – Jak chutná láska (Lucie)
- Vendula Ježková – Šmankote, babičko, čaruj! (Klárka)
- Tereza Jirásková – Neklejte, princi (Vanda)
- Šárka Joklová – O bílé laňce (Jitřenka)
- Eva Josefíková – Čertova nevěsta (Štěpánka) [mluví Jitka Ježková], Korunní princ (Viktorie), Princezna a půl království (Kateřina Adriana Markéta Eliška, princezna z Arkádie, hraběnka z Mormoku, vévodkyně z Elveru a Juditiných plání, baronka z Cornelu)
- Julie Jurištová – Princ a Večernice (Helena), Deváté srdce (Adriana), Láďo, ty jsi princezna! (Lada)

## K
- Irena Kačírková – Byl jednou jeden král... (Drahomíra)
- Anna Kadeřávková – Kouzelník Žito (Adélka)
- Zuzana Kajnarová – Nebe a Vincek (Amálka), Nepovedený kouzelník (Ludmila)
- Jana Kasanová – Tři zlaté vlasy děda Vševěda (princezna)
- Monika Kobrová – O Radkovi a Mileně (Milena), Sen o krásné panně (Margareta)
- Berenika Kohoutová – Tři srdce (Jasna) – pracovní název Nesmělý Mikeš
- Věra Koktová – Bajaja (Budínka)
- Naďa Konvalinková – Velký dračí propadák (Florentýna), Princezny nejsou vždycky na vdávání (Julinka)
- Kateřina Kopáčková – O vlásek zakletá (princezna)
- Sára Korbelová – Klíč svatého Petra (Viola)
- Kateřina Kosová – Tři bratři (Šípková Růženka)
- Jorga Kotrbová – Zlatovláska [zpívá Jitka Molavcová], Honza málem králem (princezna)
- Klára Kovaříková – Duhová hora (Adélka)
- Laďka Kozderková – O chytrém Honzovi, aneb jak se Honza stal králem (Zubejda)
- Petra Koželuhová – O nejchytřejší princezna (princova sestra)
- Sabina Králová – Černobílá pohádka (Zklamanka), Pohádka o věrnosti (Magdalena), Zlaté hejno (Eliška)
- Ljuba Krbová – O chytrém Honzovi, aneb jak se Honza stal králem (Prebenda)
- Jaroslava Kretschmerová – O houbovém Kubovi a princi Jakubovi (Hildegarda)
- Daniela Krhutová – Černokněžník (princezna)
- Lenka Krobotová – O Šedivákovi (Solei)
- Dora Kršková – Štěstí krále Alfonse (Jaromíra), Tajemný svícen (princezna)
- Johana Krtičková – Kdo hledá, najde (Fialinka – dítě), Peklo s princeznou (Aneta – dítě)
- Vendula Křížová – Bezvousák a princezna Kamila (Kamila)
- Veronika Kubařová – Nejkrásnější hádanka (Rozmarýna), Duch nad zlato (Rozálie)
- Denisa Kubová – Zmatky kolem Katky (Káťa)
- Michaela Kuklová – Princezna Husopaska (zlá princezna), O princezně Jasněnce a létajícím ševci (Jasněnka) [mluví Sylva Sequensová], Perly a Růže (Kateřina), Balónová pohádka (Dórinka)
- Jana Kulhánková – Zlatník Ondra (Liběna)
- Monika Kvasničková – Honza a tři zakleté princezny (Černovláska)
- Marie Kyselková – Princezna se zlatou hvězdou (Lada)

## L
- Sabina Laurinová – Z pekla štěstí, Z pekla štěstí 2 (Eufrozína), Modrý pták (Florina), Zmatky kolem Katky (Kateřina), O čarovné Laskonce (Amálka zvaná Kazi)
- Barbora Leichnerová – Honza a tři zakleté princezny (Rudovláska)
- Klára Lidová – Duch času (Malovánka – dítě)
- Eliška Luňáčková – O kouzelném jablku (Klára)

## M
- Hana Maciuchová – O zakleté princezně (princezna)
- Stella Májová – Byl jednou jeden král... (Zpěvanka), Princezna se zlatou hvězdou (Glorie)
- Josefína Marková – Tři princezny (Sofie)
- Michaela Mauerová – Až kohout snese vejce (Beáta)
- Taťjana Medvecká – Pastýřská pohádka (Amálka)
- Michaela Merklová – Duhová panna (Rosenka)
- Růžena Merunková – Jak se Mette chtěla stát královnou
- Eliška Miláčková – Slíbená princezna (Prudká bouřka)
- Jitka Molavcová – O chytrém Honzovi, aneb jak se Honza stal králem (Obejda)
- Aglaia Morávková – O medvědu Ondřejovi (Blanka)
- Dana Morávková – Princezna husopaska (Aurinie), O zázračné mouše (princezna), Princezna Slonbidlo (Felicie)
- Pavlína Mourková – O statečné princezně Janě (princeznička)
- Barbora Mudrová – Ztracený princ (Aurora)
- Barbora Munzarová – Bronzová koruna (Klára)
- Johana Mücková – O princezně z Rimini (princezna sorentská)

## N
- Jana Nagyová – Arabela (seriál) (Arabela), mluví Libuše Šafránková
- Světlana Nálepková – O princezně na klíček (Mařenka), Vápenička (ospalá  princezna)
- Sandra Nováková – O malíři Adamovi (Almína)

## O
- Jaroslava Obermaierová – O princi Janovi a princezně Marfušce (Marfuška)
- Gabriela Osvaldová – O statečné princezně Janě (bezejmenná princezna)

## P
- Dagmar Patrasová – Arabela (Xénie), Čertův švagr (Helenka), Jak se mele babí hněv (Amálka), Malá mořská víla (sestra malé mořské víly), O chytrém Honzovi, aneb jak se Honza stal králem (Treperenda), O princezně, která ráčkovala (Karolína II.), Sedmipírek (Florie), Bez práce nejsou koláče (Blaženka)
- Tatiana Pauhofová – Čert ví proč (Anička), Tři životy (rudá princezna)
- Jana Paulová – Kdo probudí Pindruše ...? (Jiřinka), Princezny nejsou vždycky na vdávání (Hortenzie)
- Darija Pavlovičová – O léčivé vodě (Hanka)
- Nikola Pecháčková – Jak si nevzít princeznu (Josefína-dítě)
- Monika Pelcová – S čerty nejsou žerty (Adélka) [mluví Naďa Konvalinková], [zpívá Ivana Andrlová]
- Tereza Pergnerová – Velký dračí propadák (Špuntadela)
- Denisa Pfauserová – Řachanda (Markétka)
- Lenka Pichlíková – O statečné princezně Janě (bezejmenná princezna)
- Miroslava Pleštilová – O nejchytřejší princezně (princova sestra), Rozhodni, obraze krásný (Liběna), Královna štěstí (Sylivie)
- Tereza Pokorná – Jak se tančí brumbambule (Žanetka), Bílá kočička (Žanetka), Jak Jaromil ke štěstí přišel (princezna), Plaváček a děd Vševěd (Julienka), Velká kočičí pohádka (Františka)
- Kateřina Pospíšilová – O uloupené divožence (Bianka)
- Simona Postlerová – Zrcadlo (Jasmína), Duch času (Malovanka), Hora jménem Andělská (Alvina), O zámku v podzemí (Antonie)
- Eva Prchalová – Prsten a řetěz (Budúr)
- Lucie Priester – Slíbená princezna (Čekanka)
- Petra Victoria Priester – Slíbená princezna (Skromná Nadílka)
- Adéla Pristášová – Stín (Klaudie)

## R
- Magda Reifová – O statečné princezně Janě (Jana), Sněhurka (Sněhurka), O Marušce (Liduška)
- Nela Ristićová – Slíbená princezna (Pevná Bárka)
- Marcela Rojíčková – Neklejte, princi (Lukrécie)
- Kateřina Rusinová – Pasáček a císařova dcera (Evženie)
- Jana Rybářová – Legenda o lásce (Širín)
- Linda Rybová – Zlatá princezna (zlatá princezna), O Nesytovi (Milina), O princezně, měsíci a hvězdě (Ema)

## Ř
- Natálie Řehořová – Křišťálek meč (Johanka)

## S
- Sara Sandeva – Zakleté pírko (Ebénie)
- Barbora Seidlová – Lotrando a Zubejda (Zubejda)
- Kateřina Seidlová-Hrušková – Klobouk, měšec a láska (Anička), O Honzovi a princezně Dorince (Dorinka)
- Jaroslava Schallerová – Kočičí princ (Sněhurka)
- Jitka Schneiderová – Jezerní královna (Odetta), Mořská brána (Jasmína), Spravedlivý Bohumil (princezna), Zkřížené meče, Zázračné meče, Zvonící meče (Helenka)
- Leona Siswartonová – Slíbená princezna (Boží Zkouška)
- Vida Skalská – Tři veteráni (Bosana)
- Zuzana Skopálová-Jányová – Nebojsa (princezna)
- Miroslava Slepičková – Řád saténových mašlí (Viktorie)
- Lenka Slezarová – Pohádka o splněných přáních (Amélie)
- Miroslava Součková – Pohádka o Malíčkovi (Zlata)
- Barbora Srncová – Honza a tři zakleté princezny (Zlatovláska), Modrá krev (Rozálie)
- Simona Stašová – O houbovém Kubovi a princi Jakubovi (Uršula)
- Zuzana Stavná – Slíbená princezna (Kratochvíle)
- Milena Steinmasslová – Bratři (Veronika), O statečné princezně Janě (bezejmenná princezna)
- Zuzana Stivínová – Marie Růžička (Alžběta)
- Ilona Svobodová – O labuti (princezna ze Slunečního království), O princezně Solimánské (Zubejda), O Marušce (Maruška)
- Pavla Sýkorová – O princezně z Rimini (cizokrajná princezna)

## Š
- Libuše Šafránková – Třetí princ (Milena a princezna ze skal), Princ a Večernice (Večernice), Tři oříšky pro Popelku (Popelka) [zpívá Jitka Molavcová], Sůl nad zlato (Maruška), Malá mořská víla (princezna ze sousední říše), O Terezce a paní Madam (Terezka)
- Miroslava Šafránková – Arabela se vrací (Arabela), Malá mořská víla (malá mořská víla)
- Hana Ševčíková – Třetí noc pro čaroděje (Lucie), Ty, ty, ty, Moneti! (Bety)
- Petra Šimberová – Zázračný nos (Adélka)
- Dorota Šlajerová – Tři princezny (Leona)
- Marika Šoposká – Micimutr (Karolína), Dilino a čert (Johanka), Fišpánská jablíčka (Zlatovláska), O Šípkové Růžence (Růženka), Začarovaná láska (Mařinka)
- Kamila Špráchalová – Černovláska (Černovláska), Kryštof a Kristina (Kristina), Nevěsta s velkýma nohama (Berta), Princezna za tři koruny (Pavlína), Dědo, čaruj (Sylvie)
- Jana Šulcová – Křesadlo (princezna)
- Julie Šurková – Slíbená princezna (Drahá Sázka)

## T
- Petra Tenorová – Kouzla králů (Mariana) [mluví Marika Šoposká], [zpívá Petra Páchová], Sněžný drak (Laura) [mluví Sabina Prajková, pouze ve scéně na koni]
- Monika Timková – Princezna a písař (Amálka)
- Lucie Tomková – O zatoulané princezně (Julie)
- Lucie Trmíková – Královna štěstí (Samanta), Dvojčata (princezna Krásná i princezna Chytrá)
- Jana Tomšů – O statečném kováři (černovlasá princezna)

## U
- Šárka Ullrichová – Tom v kozí kůži (Olwen)
- Kateřina Urbancová – Berenika (Noemi)

## V
- Hana Vagnerová – Slíbená princezna (Velká Událost)
- Anna Marie Valentová – Začarovaná láska (Fialka)
- Marta Vančurová – Sněhurka (Sněhurka)
- Eva Vejmělková – O princezně, která nesměla na slunce (1985) (Sněhová vločka)
- Stella Vidanová – O léčivé vodě (Hanka – malá)
- Pavla Vitázková-Ptáčková – O princezně se zlatým lukem (Jelena), O princezně z Rimini (Nicoletta)
- Lenka Vlasáková – Hvězda života (Drahomíra)
- Kateřina Vlková – Velká policejní pohádka (Amina)
- Milada Vnuková – O statečné princezně Janě (bezejmenná princezna)
- Zdeňka Volencová – Kašpárkovy rolničky (princezna), O zlé a dobré vodě (princezna)
- Helena Vondráčková – Šíleně smutná princezna (Helena)
- Lucie Vondráčková – Kouzelný šíp (Liliana), Křesadlo (Astrid), Poslední kouzlo (Liduška), O víle Arnoštce (Arnoštka)
- Ivana Vondrovicová – Jak se Mette chtěla stát královnou
- Tereza Voříšková – Peklo s princeznou (Aneta)
- Alena Vránová – Pyšná princezna (Krasomila), Hrátky s čertem (Dišperanda)
- Simona Vrbická – O Popelákovi (princezna), Tři princezny tanečnice (Jana)

## Z
- Stella Zálabská – Kašpárek kouzelníkem (princezna)
- Lucie Zedníčková – Princezna za dukát (Kateřina)
- Magdalena Zimová – Kdo hledá, najde (Fialinka – starší)

## Ž
- Zuzana Žáková – Když draka bolí hlava (Adélka)
- Veronika Žilková – Blankytná pohádka (Karolínka)